# Auweyida

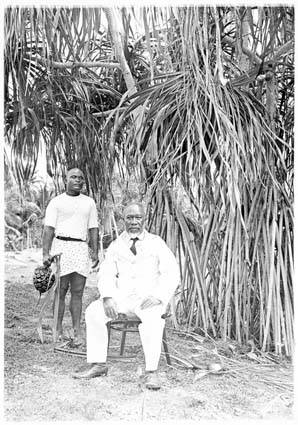
Koning Aweida

Aweida (of Auweyida) (Boe, voor 1850 - rond 1921 bij het Gababkanaal) was een koning op het eiland Nauru. Voordat Nauru onder Europese heerschappij kwam, werd het geregeerd door de koning, die wetten maakte die werden opgelegd door de opperhoofden. Toen Duitsland Nauru annexeerde bij Duits Nieuw-Guinea, behield Aweida zijn soevereiniteit en bleef stamhoofd van de Nauruanen. Hij was gehuwd met Eigamoiya. Verder is er weinig over hem bekend.